# Un largo tiempo
Un largo tiempo es el décimo octavo álbum publicado por Miguel Ríos. En esta ocasión lo acompaña el Black Betty Trio. Vio la luz el 7 de mayo de 2021. Un álbum compuesto por diez canciones firmadas por el propio Miguel Ríos y el guitarrista y productor José Nortes. A diferencia de otros trabajos del viejo roquero, la atmósfera de este disco es crepuscular y enraíza con  el folk estadounidense y los sonidos previos al rock & roll. «Todo suena artesanal, orgánico, próximo, con una instrumentación deliberadamente espartana en la que el piano, la guitarra, el violín y la mandolina maceran esa idea de un folk primitivo y precursor del rock & roll, que se acentúa con un steel guitar y cuerdas en diferentes pasajes. La bien cuidada y llena de matices voz de Miguel multiplica su habitual protagonismo gracias a esta instrumentación austera (no hay batería) aunque llena de preciosidad», según la crítica firmada por José Miguel Valle en Efe Eme. Para Fernando Neira «Un largo tiempo es una obra de madurez y austeridad, un ejercicio de honestidad y, sobre todo, de objeción de conciencia. Es la mirada de un hombre que observa a su alrededor y no se siente en absoluto conforme con lo que la vida le ofrece no tanto a él, sino a sus congéneres». Entre el cancionero destacan el sencillo La estirpe de Caín y las versiones Que salgan los clowns, popularizada por Sinatra, y Viene y luego va de Pearl Jam. El disco lo edita Altafonte.

## Lista de canciones
1. Memphis-Granada
2. Que salgan los clowns
3. Cruce de caminos
4. Por San Juan
5. Esplendor en la hierba
6. La estirpe de Caín
7. Para que yo me llame Ángel González
8. El blues de la tercera edad
9. A contra ley
10. Viene y luego va